# Galeria Willa
Galeria Willa – jedna z trzech galerii sztuki należących do Miejskiej Galerii Sztuki w Łodzi.

## Charakterystyka
Galeria znajduje się przy ulicy Wólczańskiej 31/33, w zabytkowej willi wzniesionej w 1903 według projektu Gustawa Landau-Gutentegera dla łódzkiego fabrykanta Leopolda Kindermanna. Galeria powstała w 1975. Eksponuje problemowe wystawy ogólnopolskie i międzynarodowe. Od 1979 organizuje międzynarodową wystawę grafiki „Małe Formy Grafiki".